# بابلو هيريرا
بابلو هيريرا (بالإسبانية: Pablo Herrera Allepuz)‏ (29 يونيو 1982 في إسبانيا - ) هو لاعب كرة طائرة شاطئية ولاعب كرة طائرة إسبانيا. شارك في الألعاب الأولمبية الصيفية 2004 والكرة الطائرة في الألعاب الأولمبية الصيفية 2016.

## وصلات خارجية
- بابلو هيريرا على موقع الاتحاد الدولي beach volleyball database (الإنجليزية)
- بابلو هيريرا على موقع قاعدة بيانات الكرة الطائرة الشاطئية (الإنجليزية)
- بابلو هيريرا على موقع اللجنة الأولمبية الدولية (الإنجليزية)
- بابلو هيريرا على موقع أوليمبيديا (الإنجليزية)